# Relaciones entre los indígenas americanos y los conquistadores europeos

## Conquistadores de España.

### Viajes de Cristóbal Colón
Colón y sus aliados tenían como meta principal alcanzar al "Gran Kan" (Asia). Así, mientras intentaban entrar en contacto con el "Rey de la tierra" variaba su trato a los indígenas según les consideraran más o menos importante para dicho objetivo. En su primer contacto, y al verificar su aparente no falta de señor y el nivel cultural de los antillanos, siguiendo los mismos principios que por ejemplo en las islas Canarias y el resto de los reinos, se les consideró «siervos naturales a los que era factible adscribir a Castilla». Como puede comprobarse en múltiples capítulos de la historia, era técnica habitual en esos tiempos la incorporación pacífica de los nuevos territorios si aceptaban la soberanía de los Reyes y el Cristianismo, o la conquista armada en caso de rechazar cualquiera de esos términos. 
Hay diversas fases en la relación que Colón mantuvo con los indígenas, sin embargo todas ellas tienen en común el hecho de que el Almirante siempre consideró a los antillanos como a inferiores, autoridades sociopolíticas incluidas, y si les trató de una u otra forma fue por las circunstancias del momento, es decir, por conveniencia, no por las características de aquellos a cuyos territorios habían llegado.
La impresión de Colón sobre la superioridad armamentística y cultural de los nuevos llegados queda patente en las descripciones que realizaba de los indígenas taínos al buscar un lugar donde establecer una fortaleza para sus monarcas. Así, por ejemplo, dos días después de haber llegado a América, Colón escribió en su diario:

Domingo 14 de octubre:[...]vide un pedaço de tierra[...]el cual se pudiera atajar en dos días por isla, aunque yo no veo ser necesario, porque esta gente es muy símplice en armas, como verán vuestras altezas de siete que yo hize tomar para les llevar y deprender nuestra fabla y bolvellos. Salvo que vuestras altezas, cuando mandaren, puédenlos todos llevar a Castilla o tenellos en la misma isla captivos, porque con cincuenta hombres los ternán todos sojuzgados y los harán hazer todo lo que quisieren.

En el primer viaje Colón dejó un grupo de españoles instalados en la isla La Española (actualmente República Dominicana y Haití), en un fuerte ubicado en la costa norte y denominado Navidad. A su regreso, con el objetivo de establecerse sólidamente en las Indias y ampliar el descubrimiento para alcanzar los territorios de Catay' encontró a todos los españoles (unos 40 hombres) muertos y la colonia incendiada. Al buscar explicaciones convincentes le fue imposible encontrarlas y, a partir de este momento, sus relaciones con los indígenas fueron empeorando, llegando a amenazarles con hacerlos esclavos si no le entregaban grandes cantidades de oro y especias.
En las Antillas, Colón tomó contacto con la cultura taína que se extendía por las islas del Caribe estimándose en 250.000 miembros al momento de la llegada de los españoles. En sus diarios, Colón presenta inicialmente a los taínos como una cultura socialmente indiferenciada, sin ninguna estructura sociopolítica. El 2 de noviembre de 1492 estableció el primer contacto con una alta autoridad taína, a la que prácticamente no le concede ninguna importancia en su diario. No fue hasta 6 de noviembre que Colón se percató de que los taínos constituían una sociedad estructurada, cuando Colón volvió a tener un segundo contacto con un señor taíno que fue a visitarlo a su campamento. Colón y su expedición seguía obsesionada con el Gran Kan y, comprobando que los caciques locales nada sabían de él, consideró que la estructura social taína no le era de ninguna utilidad, llegando a planear el secuestro de un cacique que había acudido a su campamento, algo que finalmente no realizó por miedo a una reacción violenta de los pobladores.
Ramos Gómez concluye:

De lo sucedido se desprende que no es cierto que en Río de Mares Colón descubra que los antillanos tienen una estructura sociopolítica compleja, ya que lo sabía desde muchos días antes, no dándola importancia, porque no le era útil para sus planes, que aún seguían centrados en alcanzar «las grandes ciudades del Gran Can, que se descubrirán sin duda, y otras muchas de otros señores que habrán en dicha servir a Vuestras Altezas» [...] Y frente a estos objetivos ¿Qué podía representar ese cacique con su nitaino y su hijo? ¿qué importancia tenía él, su espacio o sus súbditos? Indudablemente, ninguna, por lo que actuó con respecto a ellos como había hecho desde el primer día en San Salvador: despreciando su figura y su significado político.

En el primer viaje de Colón se capturaron indígenas para ser mostrados ante sus monarcas de Castilla y en ocasiones existieron capítulos de violencia sexual contra mujeres indígenas. En este sentido Michel de Cúneo, uno de los hombres de Colón, cuenta cómo capturó a una mujer, cuya "propiedad" le fue confirmada por el Almirante, y con la que mantuvo relaciones sexuales forzadas.

Mientras estaba en la barca, hice cautiva a una hermosísima mujer caribe, que el susodicho Almirante me regaló, y después que la hube llevado a mi camarote, y estando ella desnuda según es su costumbre, sentí deseos de holgar con ella. Quise cumplir mi deseo pero ella no lo consintió y me dio tal trato con sus uñas que hubiera preferido no haber empezado nunca. Pero al ver esto (y para contártelo todo hasta el final), tomé una cuerda y le di de azotes, después de los cuales echó grandes gritos, tales que no hubieras podido creer tus oídos. Finalmente llegamos a estar tan de acuerdo que puedo decirte que parecía haber sido criada en una escuela de putas.

El 12 de diciembre, cerca del final de su primer viaje, Colón cuenta en su Diario como al llegar a "Caritaba", tras comprobar el miedo inicial de los indígenas hacia ellos, según él debido al miedo a los de caniba, atraparon a una mujer «muy moça y fermosa» para hacer perder el miedo al resto de indígenas, llevándola a la nao para vestirla y darle cuentas y cascabeles y sortijas de latón, volviéndola después a enviar a tierra muy honradamente según su costumbre. Enviada con otros hombres de la nao y 3 "indios" que llevaba consigo fue llevada de nuevo a la nao ya que: 

«Los marineros... dixieron al Almirante que (la mujer) ya no quisiera salir de la nao sino quedarse con las otras mujeres indias que había hecho tomar en el puerto de Mares de la isla Juana de Cuba».

Colón volvió a enviarla al día siguiente, deseando que los indígenas tomasen gana de servir a los reyes y confiado en que las nuevas que la india habría dado de los cristianos ser buena gente. Sabiendo que había oro en tierra por un pedacito que la india llevaba en la nariz envió a nueve hombres bien armados con la india para averiguarlo. Al entrar en la población de la mujer encontraron que sus más de dos mil habitantes habían huido al verlos, pero el indio que llevaban como traductor consiguió convencerles de que no eran de caniba y de que volvieran, tras lo cual les trataron casi reverencialmente, dándoles después de comer y dejándoles entrar en sus casas. Vieron en esas que el marido de la mujer llegaba hasta los cristianos, portando la multitud a la mujer cavallera, para darles las gracias por la honra que el almirante le había hecho.
Cuneo, miembro también de la segunda expedición, dejó uno de los pocos relatos que describen detalladamente la forma en que se desarrollaba la trata esclavos en sus comienzos; relato que no permite hacerse ilusiones sobre la manera en que se percibía a los indios.  

"Cuando nuestras carabelas [...] tuvieron que partir a España, reunimos mil seiscientos hombres y mujeres de esos indios, y el 17 de febrero de 1495 embarcamos quinientos cincuenta de los mejores hombres y mujeres en nuestras carabelas. Para los demás, hicimos pregonar que quien quisiera podría tomar cuantos necesitase; y así fue. Cuando todos hubieron tomado lo que querían, todavía quedaban unos cuatrocientos, a quienes dimos permiso de ir donde quisieran. Había entre ellos muchas mujeres con niños de pecho; temiendo que volviesen por ellas y como querían huir de nosotros, dejaban a los niños dondequiera en el suelo y huían como personas desesperadas; algunas fueron tan lejos que a los seis o siete días estaban más allá de las montañas y allende inmensos ríos, de tal manera que a partir de ahora sólo podremos cautivarlos con grandes trabajos."

Así es el comienzo de la operación; veamos ahora su desenlace:  

"Pero cuando llegamos a aguas españolas, murieron unos doscientos de esos indios, creo yo que por el aire desusado, más frío que el de ellos. Los echamos al mar [...] Hicimos desembarcar a todos los esclavos, de los cuales la mitad estaban enfermos."

Aún en los casos en los que no se trata de esclavitud, el comportamiento de Colón implica que no reconoce que los indios tengan derecho a una voluntad propia, que los juzga, en suma, como objetos vivientes. Así es como, en su impulso de naturalista, siempre quiere llevarse a España especímenes de todos los géneros: árboles, aves, animales e indios; la idea de preguntarles cual es su opinión le es totalmente ajena. 

"Deseaba, dice, tomar media docena de indios para llevar consigo, y dice que no pudo tomarlos, porque se fueron todos de los navíos antes que anocheciese; pero martes, luego, 8 de agosto, vino una canoa con 12 hombres a la carabela, y tomáronlos todos y trajéronlos a la nao del Almirante, y dellos escogió seis y los otros seis envió a tierra." (Las Casas, Historia, I, 134).

La cifra está fijada de antemano: media docena; los individuos no cuentan, pero son contados.

### Las encomiendas
La encomienda era un sistema laboral español que recompensaba a los conquistadores con el trabajo de determinados grupos de personas no cristianas conquistadas. Los trabajadores, en teoría, recibían beneficios de los conquistadores para los que trabajaban, siendo la religión católica uno de los principales beneficios. La encomienda se estableció por primera vez en España tras la conquista cristiana de los territorios moriscos (proceso conocido por los cristianos como la Reconquista), y se aplicó a una escala mucho mayor durante la colonización española de las Américas y las Filipinas españolas. Los pueblos conquistados eran considerados vasallos de la monarquía española. La Corona otorgaba una encomienda como un derecho otorgado a un individuo concreto. Para el siglo XVI, este sistema se consideraban un monopolio del trabajo de determinados grupos de indígenas, mantenido a perpetuidad por el titular llamado encomendero y sus descendientes.
La encomienda dio lugar a abusos y violencia, a una especie de esclavitud encubierta. Estos comportamientos fueron denunciados por algunos individuos, como Fray Antonio de Montesinos y Fray Bartolomé de las Casas. Fray Matías de Paz reflexionó desde el punto de vista cristiano mientras que el jurista López de Palaci y Rubios aportó un punto de vista jurídico. Bartolomé de las Casas llegaría a ser atendido por Carlos I y Felipe II, si bien para algunos las cifras que proporcionó a la corona sobre la población afectada podrían haber sido exageradas.

### Leyes para la protección de los indígenas
Como un intento de respuesta a las denuncias sobre abusos contra la población indígena de América, las Leyes de Burgos de 1512 establecieron la condición de hombre libre de los indígenas, con la prohibición expresa de ser explotados, sin perjuicio de la obligación de trabajar a favor de la corona como súbditos de la misma. Más tarde fueron promulgadas las Leyes Nuevas de 1542, unas Leyes y ordenanzas nuevamente hechas por su Majestad para la gobernación de las Indias y buen tratamiento y conservación de los Indios que revisaban el sistema de encomiendas concediendo una serie de derechos a los habitantes indígenas para mejorar sus condiciones de vida.